# بن دريهم (أفورار)
بن دريهم هي إحدى مشيخات المملكة المغربية، تتبع جغرافيا لإقليم أزيلال وإداريًا لأفورار. يقدر عدد سكانها بـ 4741 نسمة حسب الإحصاء الرسمي للسكان والسكنى لسنة 2004.